# Lupo di Troyes
Lupo di Troyes (Toul, 383 circa – Troyes, 478 circa) è stato un vescovo francese, venerato come santo dalla Chiesa cattolica che lo celebra il 29 luglio.

## Agiografia
Nacque a Toul, presso Metz verso il 383. Era figlio di un nobile della città di Toul, il cui nome è variamente tramandato (Eparchio/Eparchius, o Epirochio Franconio), esponente dell'alta nobiltà di origine senatoriale. Entrò nell'entourage del governatore (e futuro vescovo) Germano d'Auxerre e sposò Pimeniola, una sorella di Ilario di Arles. Dopo sette anni di matrimonio i due coniugi decisero di comune accordo di consacrarsi alla vita monastica e di divenire l'uno monaco, l'altra suora.

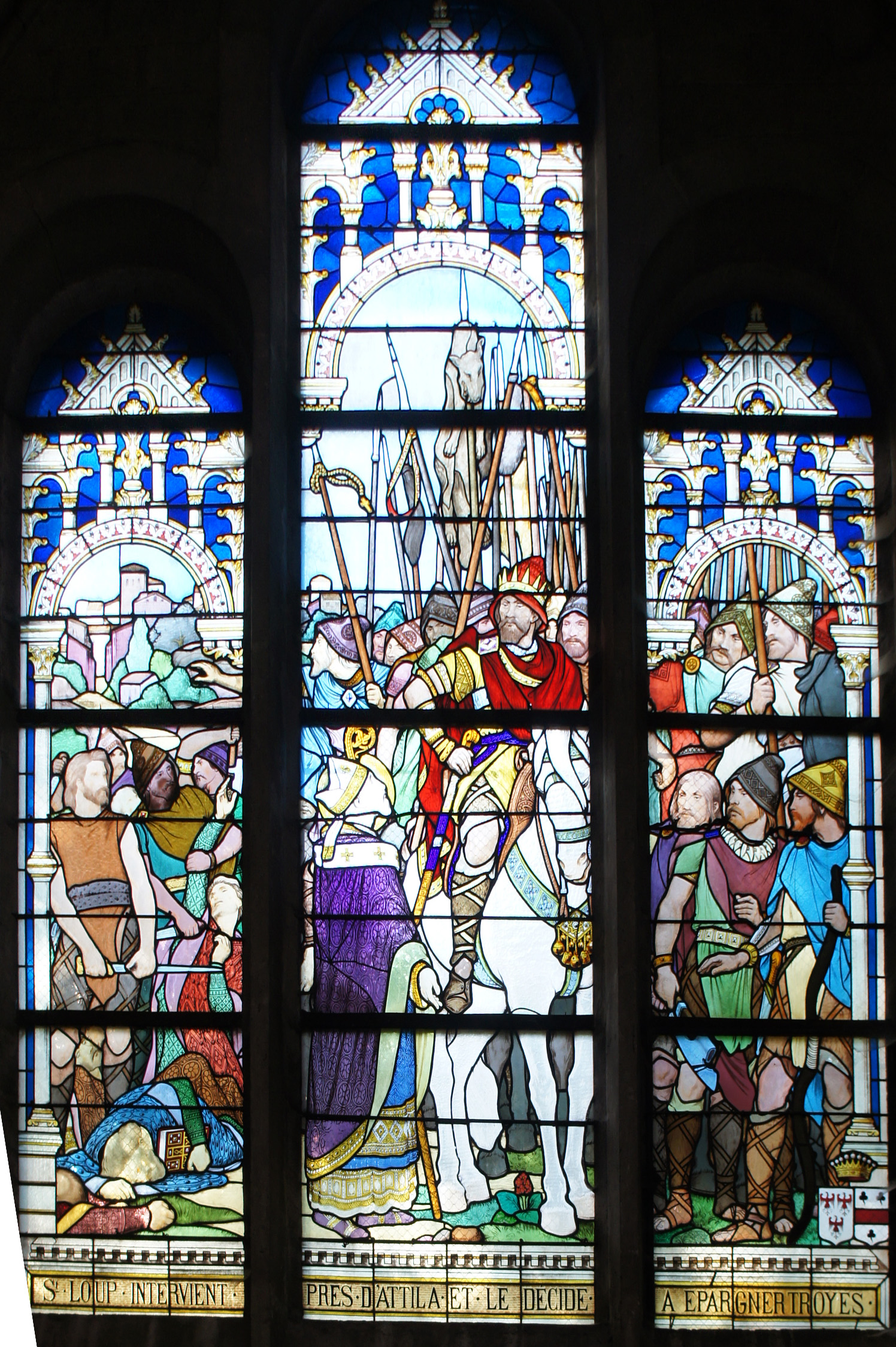
San Lupo protegge Troyes da Attila, vetrata della chiesa dei santi Pietro e Paolo, Épernay.

Lupo entrò nel vicino monastero di Lerino (nell'isola di Sant'Onorato) nel 426, dove prese i voti anche un suo fratello, Vincenzo di Lerino. Organizzò un concilio nella sua città. Insieme a Germano d'Auxerre, fu inviato dai suoi superiori in Britannia, a predicare contro il Pelagianesimo, che si stava rapidamente diffondendo in quella regione. Durante il viaggio, secondo la tradizione i due incontrano a Nanterre, la giovane Genoveffa alla quale Germano donò simbolicamente una moneta, prima di consacrarla a Dio. 
Nel 451, come santa Genoveffa a Parigi, Lupo protesse Troyes contro Attila e le sue armate: in un primo momento inviò al capo unno alcuni membri del clero locale, suoi collaboratori, tra i quali Memorius e Camèlien, che furono massacrati dagli invasori: solo Camelièn sopravvisse e divenne in seguito il successore di san Lupo sulla cattedra vescovile di Troyes. Lupo si recò quindi personalmente ad incontrare Attila, riuscendo a convincerlo a risparmiare la città e a ritirare le sue truppe. Ma dopo il passaggio degli Unni la regione, messa a ferro e fuoco, si era tuttavia spopolata e san Lupo fu costretto a rimettere il suo incarico vescovile e trascorse due anni recluso sul monte Lansuine (a 15 km da Troyes) e altri due a Mâcon, dove gli furono attribuiti numerosi miracoli.
Ripresa la cattedra episcopale, morì a Troyes nel 478 (oppure l'anno successivo, secondo alcune fonti).
Nel 570 i re Gontrano e Chilperico si giurarono pace reciproca sulla sua tomba. I suoi resti furono profanati e dispersi durante la Rivoluzione francese, nella notte tra il 9 e il 10 gennaio 1794, ad eccezione di una porzione del cranio, che tuttora si conserva e si venera come reliquia nella cattedrale di Troyes.

## Culto
San Lupo di Troyes viene invocato contro la possessione del demonio, la paralisi e l'epilessia.
Il culto del santo francese è diffuso fino in Italia meridionale. A Benevento gli fu dedicata l'abbazia di San Lupo, ed è ancora oggi patrono di San Lupo (provincia di Benevento).
La sua memoria liturgica cade il 29 luglio.